# Tízezrek
A tízezrek főleg görögökből álló zsoldossereg volt Kr. e. 401 és Kr. e. 399 között, akiket ifjabb Kürosz fogadott fel, hogy más egységekkel együtt megküzdjenek bátyjával, II. Artaxerxész perzsa nagykirállyal a trónért. Menetelésükről, a kunaxai csatáról és a sereg kalandos hazatéréséről szól Xenophón Anabaszisz című műve. 

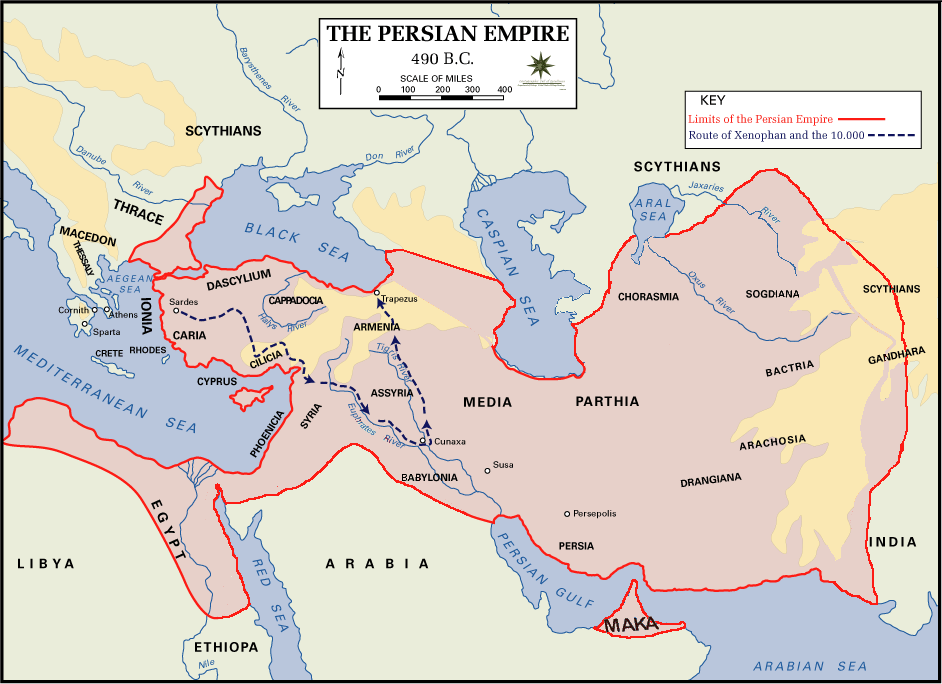
Xenophón és a tízezrek vándorlása.

Xenophón, a tízezrek egyik vezetője szerint a sereg a következő részekből állt:
- Az árkádiai Xeniász vezette 4000 hoplitából.
- A boiótiai Proxénosz vezetése alatt álló 1500 hoplitából és 500 könnyűgyalogosl.
- A sztümphaloszi Szophainetosz 1000 hoplitájából.
- Az akháj Szókratész 500 hoplitájából.
- A megarai Paszión vezette 300 hoplitából és 300 peltasztából.
- A spártai Klearkhosz alatt szolgáló 1000 hoplitából, 800 trák peltaszta és 200 krétai íjász (akikhez még több, mint 2000 katona csatlakozott, miután Xeniász és Proxénosz elhagyták a sereget).
- A szürakúzai Szoszisz 300 hoplitája.
- Az árkádiai Szophainetosz 1000 hoplitája.
- A spártai Kiriszophosz 700 hoplitája.
- Az Artaxerxész seregéből megszökött 400 görög.